# Nature Pieces
Nature Pieces is een compositie van Morton Feldman uit 1951/1952.
De compositie is geschreven voor piano en bestond oorspronkelijk uit drie delen, die geschreven waren voor een ballet, choreografie Jean Erman. De pianopartij werd tijdens de première gespeeld door een vriend van de componist David Tudor.
Er zijn geen aanwijzingen waarom dit werk verwijst naar de natuur. Wel is er een aanwijzing dat de originele delen zouden verwijzen naar natuurgeluiden op Aarde, in woestijn en oceaan en op de Maan. Deze zijn in het uiteindelijke werk niet meer te traceren.
Wellicht heeft de componist hier niet bedoeld natuurgeluiden, maar natuurlijke geluiden. De compositie bestaat uit minimale muziek. Aan de piano zit één man/vrouw, die zelden meer dan één noot tegelijk speelt (dus weinig akkoorden); de geluidssterkte komt nauwelijks boven piano (dynamiek) uit. Het lijken willekeurig achter elkaar gespeelde noten van diverse lengten, met daarin pauzen van diverse lengten. Echter beluisterend klinkt elke noot of stilte als een natuurlijke opvolging van de vorige. Door het trage tempo en de zachte klank klinkt het of de componist/uitvoerende over elke noot of stilte heeft nagedacht en dan pas toeslaat, terwijl als je muziek en stilte als een geheel beschouwd er toch een vloeiende compositie is ontstaan.
Het werk duurt ongeveer 18 minuten en kent vijf delen:
- I (9:36)
- II (3:21)
- III (3:06)
- IV (1:11)
- V (1:43)

Deel I begint met allemaal opeenvolgende noten (geluidssterkte piano), naar het einde dunt het aantal noten steeds verder uit. Op het eind overheerst te stilte en hoort men alleen nog een B en C; even later is het compleet stil met onderbreking van slechts 3x C "'. 
En dan nog pianississimo gespeeld. Delen II-V bevatten zo op het gehoor af en toe vogelgeluiden vertaald naar de piano, zoals ook Olivier Messiaen dat probeerde en klinkt het allemaal wat duidelijker. Maar ook in die delen blijft rust het uitgangspunt.    
Feldman is een kunstenaar op het gebied van minimale muziek, niet te verwarren met minimal music. Bij minimal music probeert de componist door talloze herhalingen de luisteraar in een trance te brengen. Dat is bij Feldman niet het geval. Zijn muziek klinkt zo doorzichtig vanwege het spaarse gebruik van instrumenten. Hij komt daarmee het dichtst bij John Cage, die in zijn werk 4′33″ alleen omgevingsgeluiden liet horen met één noot te spelen op een piano. Dit heeft tot gevolg dat de luisteraar minstens net zo geconcentreerd zit "mee te musiceren" als de musicus zelf.

## Bron
- Uitgave Kairos.